# Kanjut Sar
De Kanjut Sar is een berg in Pakistan. De berg is gelegen in de Hispar Muztagh, een onderdeel van de Karakoram. De Kanjut Sar staat op de 26e plek van hoogste bergen op aarde en neemt de 11e plek in van hoogste bergen in Pakistan.
De Kanjut Sar bestaat uit twee pieken:
- Kanjut Sar I met een hoogte van 7.760 meter.
- Kanjut Sar II, ten zuidoosten van I, met een hoogte van 6.831 meter.

Kanjut Sar I werd voor het eerst beklommen in 1959 door Guido Monzino, lid van een Italiaanse expeditie.